# Sokol (Vologdská oblast)
Sokol (rusky Сокол) je město ve Vologdské oblasti v Ruské federaci. Při sčítání lidu v roce 2010 mělo přes osmatřicet tisíc obyvatel.

## Poloha a doprava
Sokol leží na Suchoně, levé zdrojnici Severní Dviny. Od Vologdy, správního střediska oblasti, je vzdálen přibližně pětatřicet kilometrů severovýchodně. Bližším městem v okolí je Kadnikov přibližně dvanáct kilometrů východně.
Přes město prochází železniční trať z Vologdy do Archangelsku. Jihovýchodně od města prochází dálnice M8 „Cholmogory“ z Moskvy do Archangelska.

## Dějiny
První zmínka o obci je z roku 1615, kdy se nazývala Sokolovo. V roce 1897 zde byla založena papírna nazvaná Sokol (v ruštině stejně jako v češtině označuje toto slovo především rod ptáků) a s ní zde vyrostla i stejnojmenná dělnická kolonie. V roce 1932 se povýšením na město stal Sokol třetím největším městem v oblasti.

### Rodáci
- Vitalij Valentinovič Sljozov (1930–2013), sovětský a ukrajinský fyzik